# Famille Loppin de Montmort
Pour les articles homonymes, voir Montmort (homonymie).

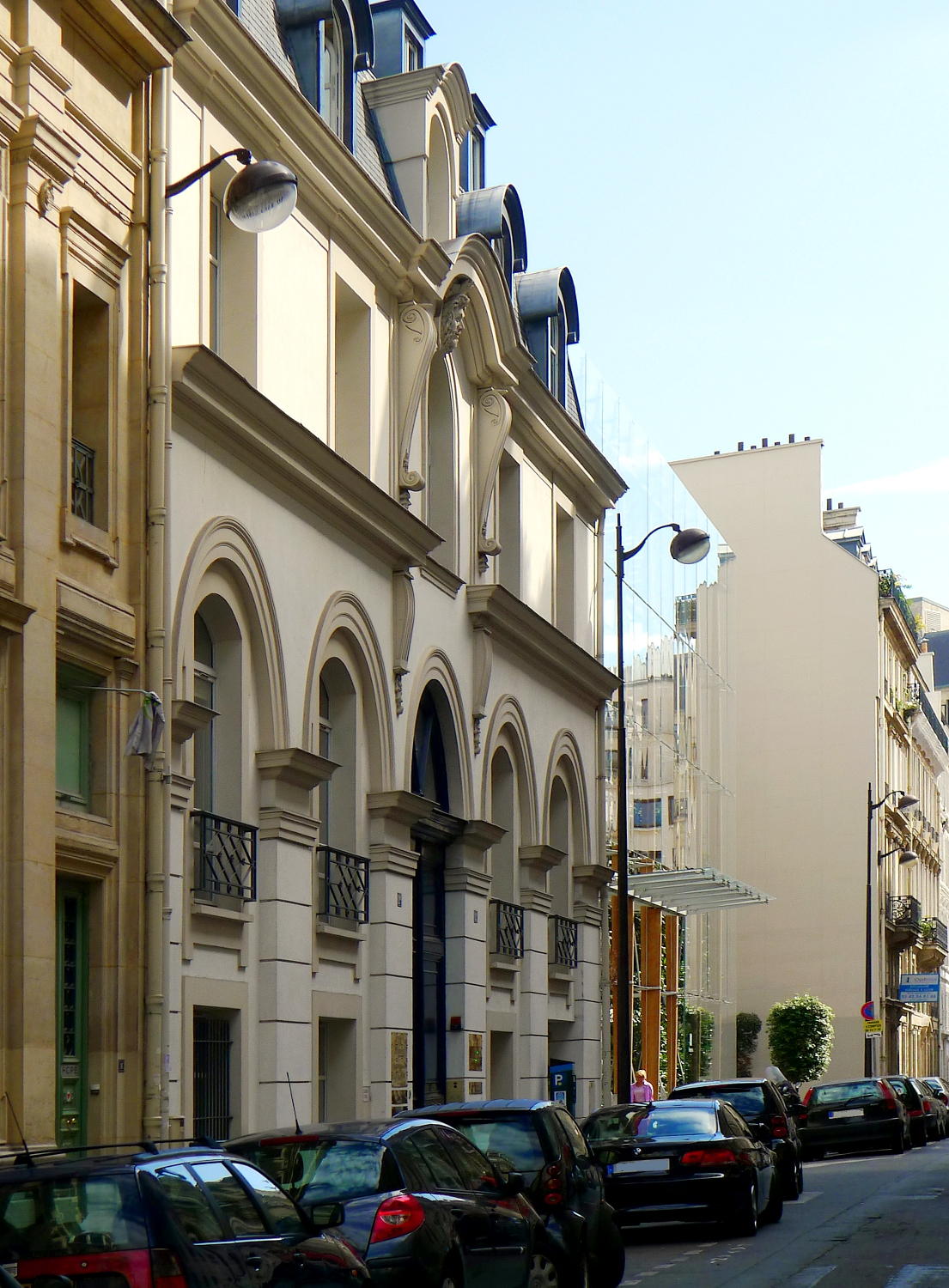
L’hôtel de Bailleul, rue d’Astorg à Paris, demeure appartenant à Louise de l'Aigle, épouse du marquis de Montmort. Elle le transmit à ses trois fils (Jean, François et Louis de Montmort) qui le conserveront jusqu’en 1986.

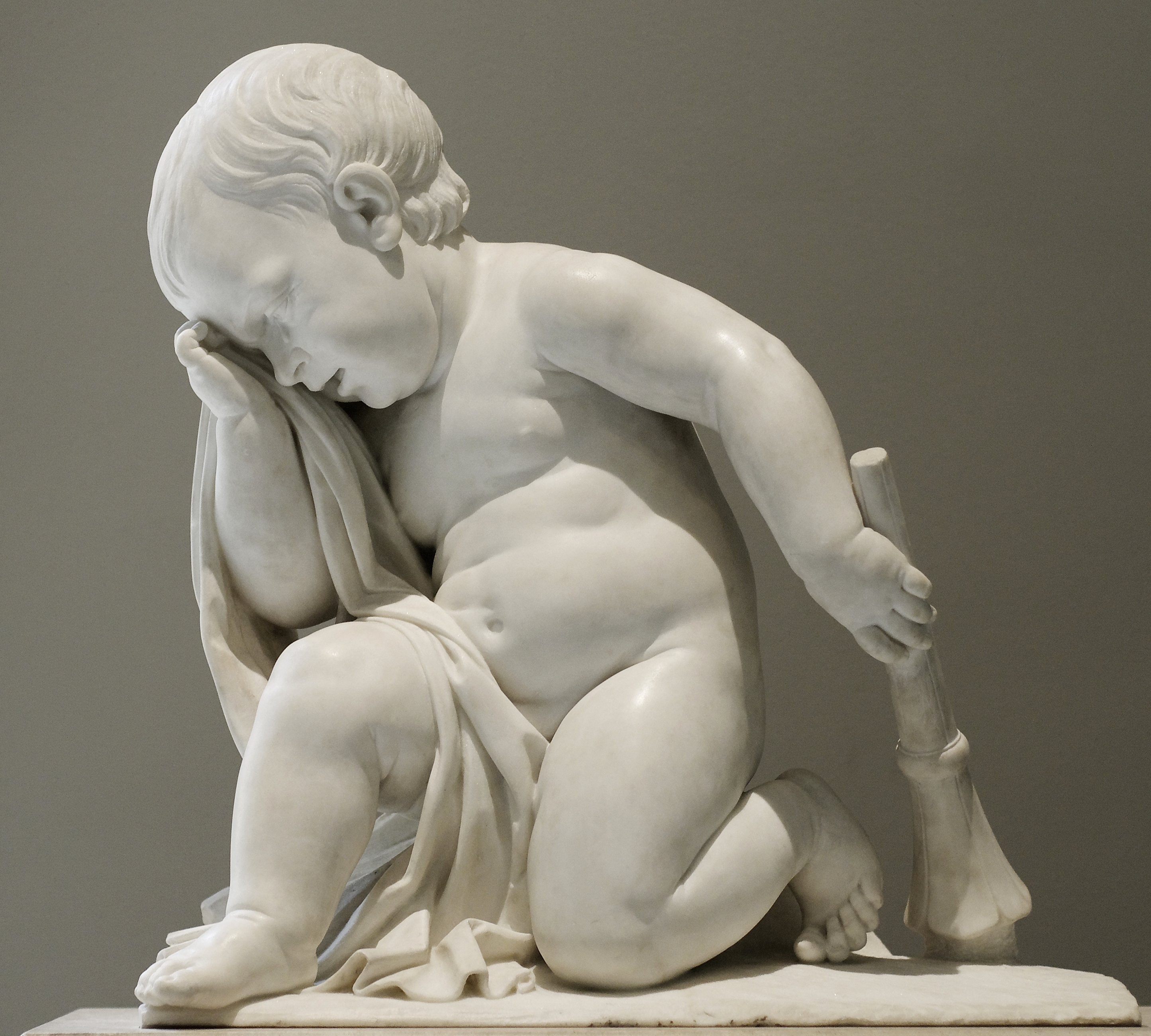
Monument funéraire de Germain-Anne Loppin de Montmort, président au Parlement de Bourgogne,, géomètre français du XVIIIe siècle

La famille Loppin de Montmort est une famille subsistante de la noblesse française, originaire de Beaune, en Bourgogne, où elle était connue dès le milieu du XIVe siècle. Cette famille fut anoblie en 1585 par charge à la Chambre des comptes de Bourgogne, à Dijon, (ANF en 1944).

## Filiation
- Jean Loppin, clerc, demeurant a Beaune, figure dans un acte de l'an 1497[4]
- Guillaume Claude Loppin, né vers 1480, officier au bailliage de Beaune. Il a épousé Isabeau de Cologne, fille de Jacques de Cologne († 1580) conseiller du roy, ancien maire de Beaune en 1580
- Noble Pierre Loppin (1501-1579), officier au bailliage de Beaune, fils de Claude Loppin et Isabeau de Cologne.
- Guillaume Loppin, maître à la chambre des comptes de Bourgogne en 1585, marié avec Judith Joly, fille de Barthélemy Joly (†1590), conseiller du roi, procureur du roi au bailliage de Beaune, greffier criminel en chef au Parlement de Bourgogne, et de Claude Ferrand.
- Antoine Loppin, écuyer, maître à la chambre des comptes de Bourgogne, conseiller du Roy[7].
- Guillaume Loppin, écuyer, maître à la Chambre des comptes de Bourgogne, marié à Dijon à la paroisse Saint-Médard avec Michelle Fevret de Saint-Mesmin.
- Pierre Loppin, seigneur de Marcelois, maître des comptes par lettres de provisions du 28 août 1654, marié avec Marie Anne de Chauveau
- Jean-Claude Loppin, seigneur de Gemeaux et de Précigny (1679-1737), conseiller au Parlement de Bourgogne et secrétaire des commandements de la duchesse d'Orléans.
- Charles Catherine Loppin de Gemeaux, baron de Gemeaux (1714-1805), avocat général au Parlement de Bourgogne, marié avec Marie-Françoise de Moulins (1737-1799), fille de Louis de Moulins, marquis de Rochefort, seigneur de Seuilly, et autres lieux
- Jean Étienne Loppin de Neufmaison (1723-1745), capitaine de cavalerie au régiment d'Aumont, page la chambre du Roi, tué à la bataille de Fontenoy le 11 mai 1745[8],[9]
- Michel François Loppin de Gemeaux (1764-1823), officier de cavalerie, lieutenant au régiment de la Reine-cavalerie
- Germain Anne Loppin de Montmort (1708-1767), seigneur de Montmort, de La Boulaye, président à mortier au Parlement de Bourgogne (1708-1767), mathématicien et géomètre du XVIIIe siècle, a épousé en 1751 Claudine Bernarde Espiard de la Cour d'Arcenay. Germain Anne Loppin de Montmort accompagna son cousin Charles de Brosses en Italie.
- Claude Bernard Loppin de Montmort, né le 12 avril 1752 à Dijon et mort le 17 mai 1831 au château de La Boulaye (Saône-et-Loire)[10], maréchal de camp sous la Restauration. Participant à la Guerre d'indépendance des États-Unis[11], il est un membre originel de la société des Cincinnati, mousquetaire noir de la garde du roi en 1772, colonel du régiment de Saintonge en 1784, chevalier de l'ordre de Saint-Louis[12]. Il fut créé  comte héréditaire de Montmort en 1826[11]. Son beau père est le général Antoine Charles du Houx de Vioménil[13].
- Magloire Gabriel Marie Loppin de Montmort (1786-1853), officier supérieur des gardes du corps du roi Charles X, chevalier de l'ordre de Saint-Louis, de la Décoration de la Fidélité et de la Légion d'honneur[14].
- Jean Joseph Alexandre Loppin de Montmort, né le 24 juin 1815 au château de Lasson et décédé le 29 avril 1892 à Paris. Jean Joseph Alexandre Loppin de Montmort a épousé, en 1860, Isabelle Hamilton Corbin, dont le quadrisaïeul est Henry Corbin (en), premier de cette famille à vivre en Amérique.
- Bénigne Magloire Loppin de Montmort
- Constance Agnès Gratienne Loppin de Montmort, s'est mariée avec Melchior de Polignac, fils de Charles de Polignac et de Caroline de Morando
- Étienne Gabriel Alexandre Loppin de Montmort (1815-1895), président de la société de Rallye-Bourgogne. Rainulphe d'Osmond[15] qualifie M. de Montmort de « plus grande figure de la vénerie française »[16], marié avec Jeanne Charlotte Anatole de La Roue, fille de Jean Baptiste de la Roue, officier des Hussards de la Garde Royale
- Jean Loppin de Montmort, effectue son service au 33e régiment d'infanterie, chevalier de la Légion d'honneur[17], marié avec Lydia Letterstedt. Son beau-père fut Jacob Letterstedt (en), homme d'affaires suédois, consul général de Suède
- Renée de Montmort (1881-1960), figure du scoutisme féminin, fondatrice d'œuvres sociales et commissaire internationale des Guides de France, propriétaire du château d'Argeronne[18]
- Anne Gabriel Francis "Robert" Loppin de Montmort (1862-1935)[19]militaire, engagé volontaire pendant la guerre, médaille militaire et croix de guerre, marié avec Marie Madeleine de Villeneuve Bargemon, fille de Ferdinand Henri Hélion de Villeneuve Bargemon et d'Élisabeth Marie Sidonie Léontine de Rohan-Chabot
- Jean Constant Henry Roger Loppin de Montmort, membre de la Société des Cincinnati, écrivain, ancien trésorier de l'ANF, responsable de la bibliothèque du Jockey-Club de Paris, marié avec Louise des Acres de l'Aigle
- Jean Robert Charles Pierre Marie Loppin de Montmort, ancien administrateur général du groupe Marie Claire.

## Personnalités
- Claude Bernard Loppin de Montmort, né le 12 avril 1752 à Dijon et mort le 17 mai 1831 au château de La Boulaye (Saône-et-Loire)[10], maréchal de camp sous la Restauration
- Renée de Montmort (1881-1960), figure du scoutisme féminin, fondatrice d'œuvres sociales et commissaire internationale des Guides de France, propriétaire du château d'Argeronne[18]

## Châteaux et demeures
- Château de La Boulaye (Saône-et-Loire)
- Château de Givry (Yonne)
- Château de Genoud (Ain)
- Château des Blains (Ain)
- Château d'Argeronne (Eure)
- Château de Beaumont-sur-Vingeanne (Côte-d’Or)
- Hôtel de Bailleul (Paris)

## Armes, titre
- D'azur à la croix ancrée d'or[20]
- Devise : Ny ennemy, ny amy a demy[20]
- Titre : comte héréditaire en 1826[5]